# Арабски свят
Арабският свят (на арабски: العالم العربي, ал-алам ал-араби) се състои от 22 арабоговорещи държави от Арабската лига.
Стандартното определение за арабския свят се състои от 22 страни и територии от Арабската лига. Тези арабски държави заемат площ, простираща се от Атлантическия океан на запад до Арабско море на изток, и от Средиземно море на север до Африканския рог и Индийския океан на югоизток. Арабският свят има общо население от около 422 милиона души, като над половината са под 25-годишна възраст.
Чувството за арабски национализъм възниква през втората половина на XIX век, заедно с други националистически движения в рамките на Османската империя. Арабската лига е сформирана през 1945 г., с цел представянето интересите на арабите и особено търсене на политическо обединение на арабските страни, проект познат като панарабизъм.
Терминът „арабски свят“ обикновено се отхвърля от живеещите в района, но не смятащи се за араби, кюрди и бербери. Терминът също се отхвърля и от някои местни семитски малцинства като асирийците, много от маронитите и коптите. Въпреки че някои страни като Израел са заобиколени само от арабски страни и официален език е арабският език, по-голямата част от населението не е арабска по произход (в този случай, израелските евреи) и те не се смятат за арабски държави.

## Население
| Място | Страна                | Население   | Място в света |
| ----- | --------------------- | ----------- | ------------- |
| 1     | Египет                | 86 000 000  | 16            |
| 2     | Алжир                 | 38 700 000  | 33            |
| 3     | Судан                 | 34 848 000  | 35            |
| 4     | Ирак                  | 33 425 000  | 39            |
| 5     | Мароко                | 32 666 179  | 40            |
| 6     | Саудитска Арабия      | 30 960 000  | 45            |
| 7     | Йемен                 | 25 502 000  | 49            |
| 8     | Сирия                 | 21 740 340  | 55            |
| 9     | Тунис                 | 10 982 800  | 77            |
| 10    | Сомалия               | 9 656 000   | 85            |
| 11    | ОАЕ                   | 8 089 000   | 93            |
| 12    | Либия                 | 6 449 000   | 103           |
| 13    | Йордания              | 6 345 023   | 106           |
| 14    | Палестинска автономия | 4 550 368   | 123           |
| 15    | Ливан                 | 4 268 000   | 126           |
| 16    | Мавритания            | 3 378 254   | 134           |
| 17    | Кувейт                | 2 889 000   | 138           |
| 18    | Оман                  | 2 883 000   | 139           |
| 19    | Катар                 | 1 921 000   | 149           |
| 20    | Бахрейн               | 1 341 000   | 155           |
| 21    | Джибути               | 923 000     | 158           |
| 22    | Коморски острови      | 767 000     | 163           |
| Общо  | Арабска лига          | 365 674 964 |               |